# Ionuț Bălan
Ionuț Bălan (n. 2 martie 1978, București, România) este un fotbalist român retras din activitate care evolua pe postul de fundaș dreapta. A evoluat la ARO Câmpulung, FCM Baia Mare, Farul Constanța, Dinamo și Dinamo II, UTA Arad și la Unirea Alba Iulia.

## Titluri
Dinamo București
- Cupa României: 2004–2005

Unirea Alba Iulia
- Liga a II-a: 2008-2009

## Legături externe
- Profilul lui Ionuț Bălan pe Soccerway
- Ionuț Bălan la romaniansoccer.ro

1. ↑  Ionut Balan, Transfermarkt, accesat în 9 octombrie 2017